# Merluza
A merluza ou pescada em português europeu (do latim Merluccius, lúcio do mar, devido à sua semelhança com este peixe carnívoro de água doce) é o nome comum de vários peixes marinhos, da ordem dos gadiformes,  que vivem em ambos os lados do Atlântico, no Mediterrâneo e no Pacífico. A cabeça é tão grande quanto a boca e a merluza possui dentes muito afiados. Seu corpo é alongado e é coberto por pequenas escamas.
Durante o dia, as merluzas permanecem em uma profundidade maior, retornando a superfície durante a noite para obterem seu alimento. Sua alimentação é composta de basicamente plâncton, cefalópodes, crustáceos e peixes menores. Existem registros que levam a acreditar que as merluzas possuem hábitos canibais. Muito cobiçado pela indústria pesqueira, apresenta uma carne saborosa e é um peixe bastante apreciado por seu filé saboroso e de sabor suave, principalmente acompanhado de alcaparras. Sua reprodução ocorre entre o final do inverno e a primavera.
No Brasil, o filé de peixe Merluza, proveniente da Argentina, está perdendo mercado para o filé de peixe Polaca do Alasca, importado da China e pescado na costa americana, pela semelhança e preço mais atraente aos consumidores.
Pode ser um dos seguintes peixes:
- Família Merlucciidae
  - Merluza europeia Merluccius merluccius
  - Merluza argentina Merluccius hubbsi
  - Merluza austral Merluccius australis
  - Merluza chilena Merluccius chilensis
  - Merluza peruana Merluccius gayi peruanus
  - Merluza de cola Macruronus magellanicus
- Família: Nototheniidae
  - Pangasius hypophthalmus
- Família Gadidae
  - Merluza vermelha Urophycis chuss
  - Merluza branca Urophycis tenuis
  - Polaca, merluza-do-alasca ou Theragra chalcogramma